# Grammorhoe
Grammorhoe is een geslacht van vlinders van de familie spanners (Geometridae), uit de onderfamilie Larentiinae.

## Soorten
- G. caespitaria Christoph, 1880
- G. centrostrigaria Woll., 1858
- G. polygrammata Borkhausen, 1794